# キリストの埋葬 (カラッチ)
『キリストの埋葬』（キリストのまいそう、伊: Sepoltura di Cristo、英: Entombment of Christ）は、イタリアのバロック絵画の巨匠アンニーバレ・カラッチが1595年ごろ、銅板上に油彩で制作した絵画である。『新約聖書』の「マタイによる福音書」 (27章 57-61) を初めすべての「福音書」に記述されているイエス・キリストの埋葬を主題としている。現在、ニューヨークのメトロポリタン美術館に所蔵されている。

## 作品
松明により劇的に照らされた暗い洞窟で、イエス・キリストの力をなくした身体が墓の中に下ろされようとしている。地平線上の光はキリストの地上での生活の日没、または復活による新たな始まりを予見する日の出を象徴する。
アンニーバレの17世紀の主な伝記作者ジョヴァンニ・ピエトロ・ベッローリとカルロ・チェーザレ・マルヴァジアによると、この絵画はボローニャの重要な聖職者アストッレ・サンピエーリ (Astorre Sanpieri) のために制作された。マルヴァジアが付け加えているところによれば、絵画は銅板上のもので、サンピエーリがローマの重要な匿名の人物に贈るために委嘱したが、非常にいい作品だと評価したために自身のために保持し、代わりに当時アンニーバレの弟子であったグイド・レーニが制作した複製をローマの人物に贈った。本作は、一般的にアンニーバレ、兄のアゴスティーノ、従兄弟のルドヴィコ・カラッチがサンピエーリのためにサンピエーリ宮殿のフレスコ画 —アンニーバレの『キリストとサマリアの女』(ブレラ美術館) も宮殿用に描かれたーを描いた1595年の制作とされる。
特にシスト・バルダロッキオの手になるものを含め、本作には何点かの複製が現存し、アンニーバレ自身による構図の失われた原画があったに違いないと、研究者たちは仮定している。本作は絵画市場に再登場した後、1998年に別のバルダロッキオの複製としてメトロポリタン美術館に収蔵されたが、後になってようやくアンニーバレ自身に帰属が変更された。

## ギャラリー

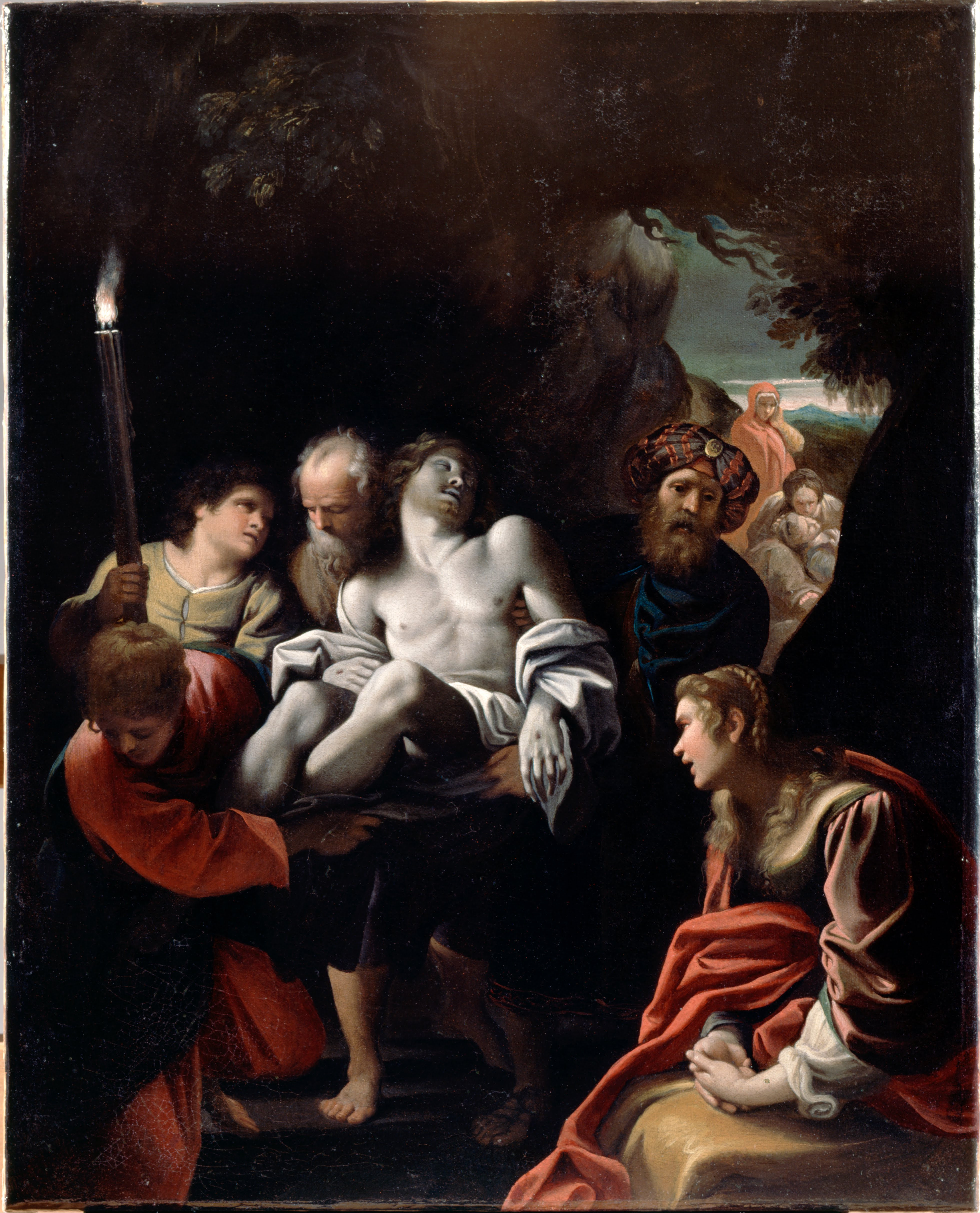
シスト・バルダロッキオ（英語版）『墓へと運ばれるキリスト』1607年ごろ、ダリッジ絵画館、ロンドン
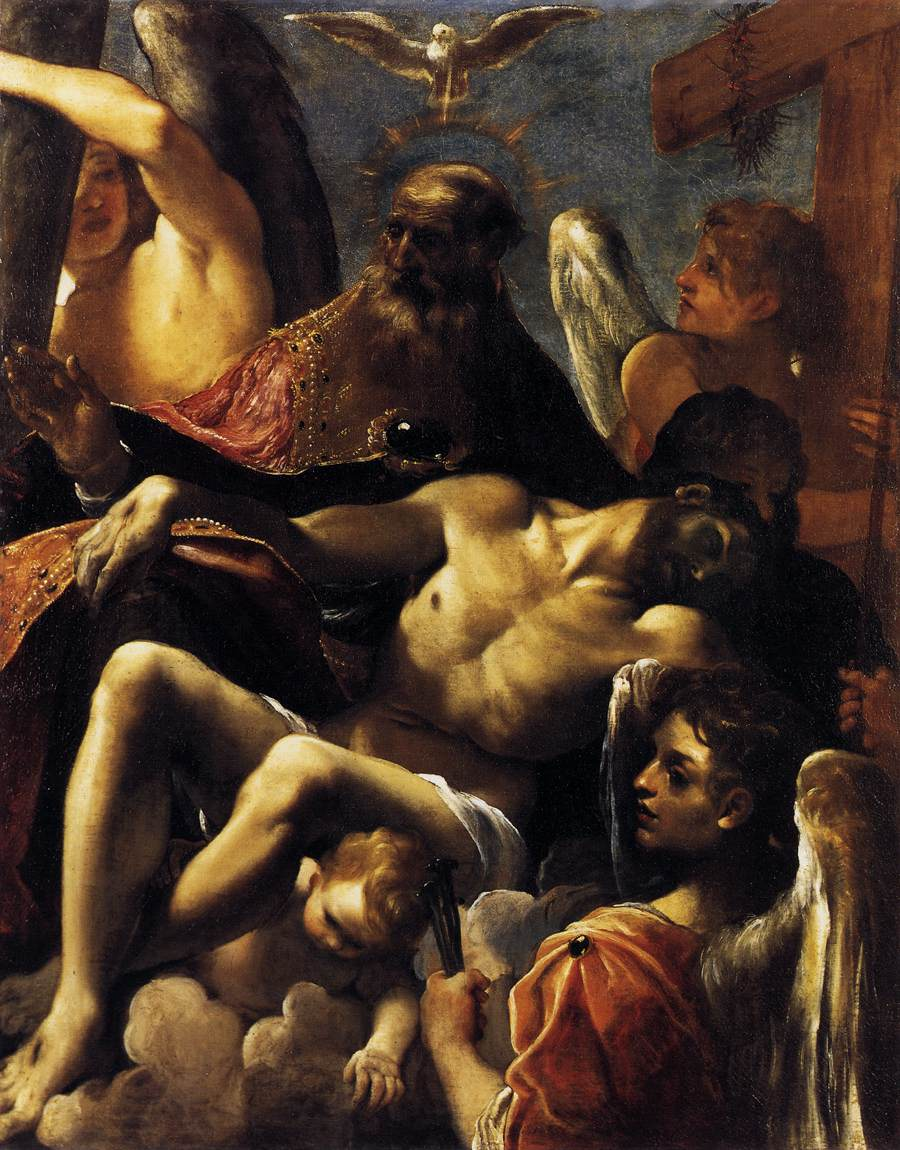
ルドヴィコ・カラッチ『死せるキリストのいる三位一体』1590年ごろ、ヴァチカン美術館